# Club de la Universidad del Nordeste
El Club de la Universidad del Nordeste o más bien conocido por sus siglas C.U.N.E. es una entidad polideportiva de la ciudad de Resistencia, Chaco, Argentina. Fue fundado el 22 de agosto de 1968. La iniciativa y necesidad surgió de estudiantes de la Facultad de Ingeniería, los cuales recibieron el apoyo del profesor que terminaría siendo el primer presidente: Aristóbulo Basterra. El fútbol fue uno de los primeros deportes que tuvo espacio pero no de los más convocantes y con proyectos de formación. La entidad inaugurada un 20 de abril de 1971 (con personería jurídica) cuenta con más de 13 actividades deportivas, sociales y recreativas. En sus primeros tiempos la práctica fue exclusiva para estudiantes y empleados. Posee también un equipo de fútbol masculino de Primera División, que disputan sus encuentros en la "Primera A" de la Liga Chaqueña de Fútbol.
El CUNE cuenta con 13 actividades deportivas: fútbol,básquet, vóley, hockey, tenis,natación, paddle, gimnasia artística, entre otros. Siendo un club muy importante en la Ciudad de Resistencia, siendo uno de los pocos clubes que cuenten con tantos deportes en su institución. El 22 de septiembre de 1989 se fundó el club CURNE (Club Universitario de Rugby del Nordeste), como una desvinculación de CUNE, siendo uno de los clubes más importantes de Rugby de la ciudad y la Provincia.

## Historia
Se fundó un 22 de agosto de 1968. La iniciativa y necesidad surgió de estudiantes de la Facultad de Ingeniería, los cuales recibieron el apoyo del profesor que terminaría siendo el primer presidente: Aristóbulo Basterra. El fútbol fue uno de los primeros deportes que tuvo espacio pero no de los más convocantes y con proyectos de formación. La entidad inaugurada un 20 de abril de 1971 (con personería jurídica) cuenta con más de 13 actividades deportivas, sociales y recreativas. En sus primeros tiempos la práctica fue exclusiva para estudiantes y empleados.
La práctica deportiva se unió a la educativa en el mismo predio donde esta la Universidad Nacional del Nordeste en Resistencia, con su ingreso por Avenida Castelli al 1001. El 19 de Octubre, del año de su fundación, se inauguró la pileta de natación, los vestuarios, los guardarropas y baños. En 1969 comenzaron a nivelar los espacios verdes, se marcaron las canchas de fútbol y rugby con respectivos arcos.  También se construyeron dos quinchos de paja y tacuara, más una parrilla múltiple. Entre las obras se incluyó la remodelación del local para Sede Social del Club y la construcción de la cancha de básquetbol con piso de mosaico e iluminación de la misma. El 27 de octubre amplía su espacio físico y lo hace propio ya que la Universidad, mediante Resolución 15.115 del Rectorado, concede las instalaciones deportivas, así como los espacios verdes no ocupados por las Facultades de Resistencia.
Cuenta con una cancha de fútbol con medidas y habilitaciones pero apta para partidos de primera categoría a causa de la organización, el espacio de ingreso y la cantidad de actividades diarias. En tratativas está un predio que sea exclusivo para eventos futbolísticos. El deporte comenzó a tener características de disciplina con proyecto a futuro, recién en los 90. La participación y formación estuvo a cargo de los profesores Gustavo Jones y Juan Uribe en la escuelita de fútbol. Lego se formaron las inferiores para participar en Liga Chaqueña, eso llevó a que con los años se formen la  tercera y primera ya que los niños que iban creciendo marchaban a otras instituciones que sí tenían esas categorías. Participó por primera vez en el 2002 en la Primera «B»,  al año siguiente fue campeón y ascendió a la Primera División. En 2011 se corona en la máxima categoría en el Torneo Clausura y Oficial. Esas estrellas lo clasificaron al Torneo Federativo del año siguiente. En su historial también participó del ex Torneo del Interior en los años 2006, 2013 y 2014. En el año que participó del ascenso y por partidos en primera, se generó una rivalidad con El Nacional José María Paz sumado al clásico territorial con Central Norte Argentino, ya que los divide el cruce de Avenida.
El resto de la primera comisión directiva estuvo formada por el contador Mario Gianneschi como vicepresidente; secretario de actas: el profesor Arthur Hand y Julio Godoy Rojas; tesorero: Jesús Salgado; vocales titulares: el ingeniero Mario Bruno Natalini, el profesor Eldo Morresi, el arquitecto Gregorio Ocampo y  Francisco Guastalla; vocales suplentes: el profesor Héctor Tamburini, el ingeniero Ángel Garriga, Carlos Bortoluzzi, Ermácola Comini; revisores de cuenta: el profesor Luis Ise, el Contador Domingo Ovejero y el Sr Wilfredo Simoni.

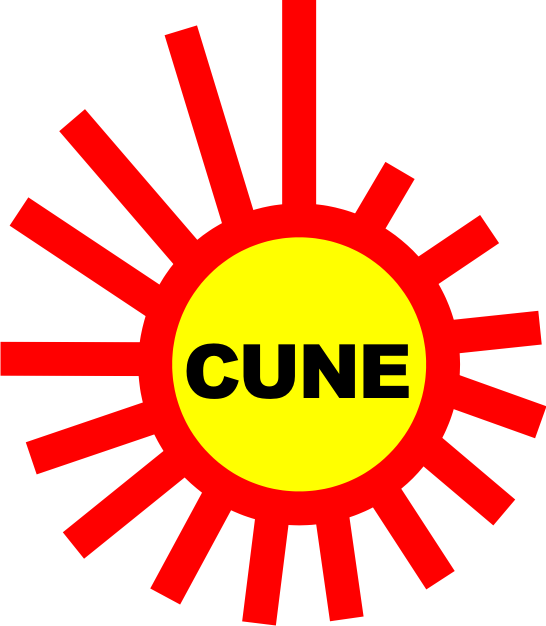

Entre los estudiantes que iniciaron el sueño del club deportivo estaban Pedro Guasti, Rolando Martín, Guilleromo Cowper Coles, Francisco Guastalla, Rodolfo Ameri, Luis Schmid, Daniel Flores, entre otros. Los primeros socios fuera de comisión directiva fueron  Atilio Fanti, Mario Aujé, Juan Carlos Benítez, Guillermo Cowper Coles, Susana Matta, Ana Brataszczuk, Juan Simón.

## Rivalidades

### Rivalidades futbolísticas
En materia de fútbol, el CUNE mantuvo duelos clásicos con equipos surgidos de entidades educativas de la ciudad de Resistencia. Uno de esos grandes rivales es el Club Nacional José María Paz, debido a que los años en que estas instituciones militaron la Primera División "B" de la Liga Chaqueña se disputaron los primeros puestos. Esta rivalidad viene también desde las divisiones inferiores, años antes a que los clubes pudiesen participar con planteles de Primera División.
Los otros rivales que tiene CUNE son el Club Deportivo UTN, el Centauro FC y Central Norte. El segundo es una extracción deportiva de uno de los colegios secundarios más populares de Resistencia: El Colegio Normal Superior "Domingo F. Sarmiento". 
La rivalidad con Deportivo UTN existió debido al hecho de que ambas instituciones salieron de las más populares universidades de Resistencia: La Universidad Nacional del Nordeste y la Universidad Tecnológica Nacional. Al mismo tiempo, UTN servía como espacio deportivo para alumnos surgidos de otro de los colegios secundarios más populares de la ciudad: El Colegio Industrial o Escuela de Educación Técnica, "General Manuel Belgrano". Esto se debía a que ambas instituciones ocupan la misma manzana, entre las avenidas Italia y Paraguay, y las calles French y Ayacucho. Sin embargo, esta rivalidad se perdió, luego de que UTN retiró su equipo de la Liga Chaqueña y por ende, perdió su afiliación al organismo.
Por último, con Central Norte mantiene una rivalidad menor para ambos equipos, motivada por cuestiones territoriales, ya que el nuevo estadio de los Ferroviarios (inaugurado en 2002) se encuentra en la intersección de las avenidas Castelli y Las Heras, frente al campus Resistencia de la Universidad Nacional del Nordeste, el cual incluye las instalaciones de CUNE. Asimismo, dicho predio guarda cierta vinculación con la historia de Central Norte, ya que sobre ese terreno funcionó el primer complejo polideportivo del cual surgió el Club Atlético Regional, histórico rival de Central Norte.

### Otros deportes
En otros deportes como el básquet y hockey, una de las principales rivalidades es el Club de Regatas Resistencia, debido a que ambas instituciones son polideportivas y coinciden en muchos deportes, siendo instituciones muy destacadas en las mismas. Debido a que Regatas no cuenta con un equipo de fútbol, los rivales de CUNE pasaron a ser otros a nivel futbolístico.